# Джахмизм
Джахми́зм (араб. الجهمية‎, аль-джахмиййа) — одна из ранних мировоззренческих школ в исламе, основателем и эпонимом которого является Джахм ибн Сафван. Джахм, в свою очередь, перенял эти воззрения у своего учителя Джаада ибн Дирхама.

## Представители
Джахм ибн Сафван (ум. в 745 году) родился в Самарканде, жил сначала в Термезе, а затем в Куфе, где встретился с джабаритом Джаадом ибн Дирхамом. Он стал его последователем и проповедником его идей. Вернувшись на родину стал вести богословские споры с не разделявшими его взгляд улемами. Позже принял участие в восстании против Омейядского наместника Хорасана и был захвачен в плен и казнён в Мерве. Среди наиболее известных проповедников джахмитских взглядов можно отметить Бишра аль-Мариси (ум. в 833 г.). В начале XI века джахмиты действовали в Нехавенде, однако часть из них была принуждена принять учение ашаритов.

## Вероубеждения джахмитов
Средневековые мусульманские доксографы относили джахмитов то к мурджиитам, то к джабаритам. Многие взгляды джахмитов признаны суннитами как еретические, а иногда даже выводящие человека из лона ислама. Так, джахмиты отрицают все имена и атрибуты Аллаха, вера в которые является важной частью религиозной доктрины ортодоксальных мусульман. В вопросе толкования понятия «иман» (вера), джахмиты схожи с мурджиитами, и утверждают, что вера — это только знание об Аллахе, а неверие — незнание о нём. Также они заявили о том, что рай и ад рано или поздно исчезнут, что противоречит как Корану, так и сунне пророка Мухаммада.
В вопросе предопределения джахмиты придерживаются того, что у человека нет свободы воли и он принуждён к своим действиям. А в вопросе о сущности Аллаха джахмиты являются пантеистами и говорят о том, что он находится везде и пребывает с каждым из созданий. К тому же они отрицают возможность лицезрения Аллаха праведными мусульманами в раю.

## Критика джахмизма
Со времени появления джахмизма это течение становилось объектом критики многих видных представителей ортодоксального ислама. В IX веке появились многочисленные «Опровержения» учения джахмитов, авторами которых были суннитские и мутазилитские богословы, среди которых Ахмад ибн Ханбаль, Ибн Кутайба, Ибн Каййим аль-Джаузия («Собрание исламских войск на поход против муаттилитов и джахмитов»), Усман ад-Дарими («Опровержение джахмитов») и другие. Критиками джахмитов были Абу Бакр аль-Байхаки, Абу Хамид аль-Газали, Ибн Хаджар аль-Аскаляни, Ибн Таймия, Ибн Касир и многие другие.
Аль-Байхаки говорил:

В том, что мы записали из аятов Корана довод на несостоятельность слов джахмитов о том, что Аллах, свят он и велик, находится своей сущностью везде. А слова Аллаха «Он с вами, где бы вы ни были» значат, что он с нами своим знанием, а не сущностью.
Оригинальный текст (ар.)وفيما كتبنا من الآيات دلالة على إبطال قول من زعم من الجهمية أن الله سبحانه وتعالى بذاته في كل مكان، وقوله عز وجل:{وهو معكم أين ما كنتم}  إنما أراد به بعلمه لا بذاته